# DJ Kheops
DJ Kheops (skutečné jméno Éric Mazel) je francouzský DJ a člen francouzského hip-hopového uskupení IAM. Měl plodnou sólovou kariéru a řídí svoje vlastní nahrávací studio Sad Hill Records, společně s Def Bond.
Kheops se narodil v Marseille 4. května roku 1966. Má španělskou matku a otec je z Marseille. Jako dítě žil se svýma prarodičema v nejsevernějších oblastech Marseille.
Kheops začínal s DJingem ve věku třinácti let pod pseudonymem Mister Crazy Mix. Později si našel práci jako DJ na rádiu Spirit. V roce 1985 potkal rapera Akhenatona, který byl také členem Lively Crew. Skupina potřebovala DJe a Kheops souhlasil s tím, že pro ně bude pracovat. Skupina si později změnila název na IAM a tady Kheops přišel na svoji přezdívku Kheops. Album IAM Concept skupiny IAM bylo publikováno roku 1990.
V roce 1997, DJ Kheops publikoval svoje vlastní sólové album, kompilaci Sad Hill, která hostila francouzské MC a prodal 150 000 kopií. Kheops vlastní svůj pořad na rádiu Skyrock s názvem Total Khéops a dokonce založil i svoje nahrávací studio Sad Hill Records. Jeho další album, Sad Hill Impact, bylo vydáno roku 2000. Další alba typu "Operation Funk" jsou sbírky unikátních rychlejších post-discových / funk písniček z osmdesátých let.

## Diskografie
| - Sad Hill - Sad Hill Impact - Opération Funk (1&2) - Operation Funk Vol.3 (2007) - Operation Funk Vol.4 (2007) - 1. Intro; - 2. R.B. HUDMON - Searchin' For Your Love - 3. BOBBY THURSTON - My Love's The Real Thing - 4. CORNILIUS OLIPHANT - It's Your Turn To Cry - 5. SHO-NUFF - Hold On For Love - 6. ROME JEFFERIES - Good Love - 7. WILLIE COLLINS - She's Not - 8. TIMELESS - You'Re The One - 9. PIKE - Good Feelings - 10. TITUS WILLIAMS - Give Me Some Love Tonight - 11. PURPLE GANG - Say It - 12. NEDDY SMITH - Give It Up - 13. 9TH CREATION - Maybe - 14. JP'S FORCE - Shake What You Got - 15. FRANKLYN - Future Love - 16. THE CHESNUTS BROTHERS - Sweet Little Rita - 17. RAY BENETT, JR. - When You Hear Love Calling - 18. BENNY ROSE - Only You - 19. RON RICHARDSON - Ooh Wee Babe |  | - - 20. STARLEANA YOUNG - Heartbreaker - Opération Funk 5 (2008) - 1 DJ Khéops - Intro - 2 Newstar Band - I Still Feel Like Dancing (1981) - 3 Hipnotic (2)- Are You Lonely (1983) - 4 Osmond Collins - They're Lying - 5 Marie Malloy - I Surrender - 6 Curtis Anderson - The Hardest Part - 7 Bachelor - Go For It - 8 Rojas - With Your Love - 9 Antilles, The - I've Got To Have You (1982) - 10 Maggabrain - New Wavin' (1983) - 11 Private Pleasure - Close To The Heart - 12 Del Richardson - Soul On Fire - 13 Mc Kenzie & Gardinier*- From Time - 14 Rare Moods - Closer To Your Love - 15 9th Creation* - Love Crime - 16 Midnight Express (3) - Danger Zone (1983) - 17 Cool Notes, The - I Forgot Original (1984) - 18 Norfolk - You're My Dol Baby - 19 Vera Brown & Rich Girls, The - Too Much Too Fast (1985) - 20 Bernice Watkins - Let's Call A Day (1984) - 21 Unit Three - Let's Boogie Tonight |

## Poznámka
- DJ Kheops je český překlad z anglické wikipedie